# 李慧
李慧（1954年5月—），女，汉族，河南临颍人，中华人民共和国政治人物。兰州铁路局技术学校数学师范专业、甘肃工业大学建筑工程系工业与民用建筑专业毕业，硕士学位，教授。中共十八大代表。

## 生平
1974年7月参加工作。1985年7月加入中国共产党。1982年1月开始，历任甘肃工业大学建筑工程系教师、建筑工程系结构与力学教研室副主任、校党委组织部干部科科长、教务处副处长，1996年3月任甘肃工业大学副校长，2005年3月，任兰州理工大学校长；
2008年3月，任甘肃省建设厅厅长、党组书记；2009年6月，甘肃省建设厅改制为甘肃省住房和城乡建设厅后，李慧出任该厅厅长。 
2013年1月，当选为甘肃省人大常委会副主任。2018年1月，换届不再担任甘肃省人大常委会副主任。